# Cél
A cél azért cél, hogy egy folyamat éppen oda jusson, ahová jut, hogy pontosan az legyen a vége, eredménye, ami lesz. 
Ugyanis, ha van két állapot, vagy esemény, „A" és „B" és a kettő között összefüggést, meghatározottságot (determinációt) feltételezünk, akkor a kettő közé vonalat (sőt nyilat) rajzolhatunk és ekkor folyamatról beszélünk.
Ha nincs meghatározottság, összefüggés akkor nem beszélhetünk folyamatról, csak állapotokról, eseményekről és nincs közöttük vonal, nyíl.

## A meghatározottság
A mozgás meghatározottságánál két lehetőség van:
1. A kauzális determináció, az oksági meghatározottság:
Ha kiindulunk „A"-ból, „B" lesz – és mindig „B" lesz az eredmény (szóba se kerül, hogy „C" vagy „D", vagy bármi is lehetne).
Ez a folyamat kezdőpont felőli, vagy kiindulási pont által meghatározott, nevezzük "célszerű"-nek. Ebből lett a determinizmus, az oksági meghatározottság gondolatrendszere (a kauzalitás).
2. A teleológia, a célokság:
„A" célja hogy „B" legyen (de lehetne „C" is, „D" is, meg bármi is) és „B" is lesz belőle – a folyamat végére.
Ez a folyamat végpont által meghatározott, nevezzük „cél-meghatározott"-nak, teleologikusnak.
Ekkor „A” állapotban léteznie kell „b”-nek, mint célnak („kisbetűs cél”), ami az akkor még nem létező „B”-nek mintegy ideája. Továbbá szükséges még az „eszközkiválasztás” is, mert különben nem biztos, hogy a folyamat lefolyásakor pont „B”-t kapjuk eredményként (nagybetűs CÉL).
Első látásra az első folyamat a természeti folyamatok általánosítása, a második pedig az ember céltudatos cselekvése. Ha például meggyújtunk egy papírlapot, akkor biztosak lehetünk, hogy a hő és az éghető anyag eljut a füst és hamu állapotába – amihez az emberi akarat sem kell. Ha viszont az ember fel akar rakni egy képet a falra, akkor beveri a szöget és ráakasztja a képet, de akár a viaduktot is hasonlóan építi meg.
Csakhogy az első látás mellett van további is, mert az is lehet, hogy a „füst és hamu” is ilyen konstruált esemény, amihez csak a fizikai törvényeket és az emberi piromániát kell „előhangolni”…., vagyis csak a „látószög” szélességén múlik, hogy valamit sima oksági folyamatnak, vagy egy céloksági folyamat részének magyarázunk.
Az emberi tudás (a tudomány) gyarapodásával egyre több céloksági folyamatról elfogadottá vált az okság, a kiindulási pont felőli meghatározottság, de mivel ez a „nagy folyamat” végtelen, eldöntetlen a „végső” meghatározottság, rendületlenül tart a felek bizonyítási érvelése.